# 卡萨利-德尔曼科

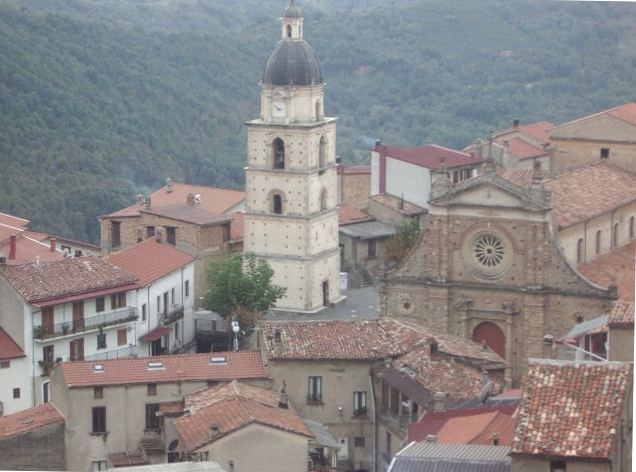
市容

卡萨利-德尔曼科（義大利語：Casali del Manco）是意大利卡拉布里亚大区科森扎省的市镇。面积为168.96平方公里，人口数量为10,073人（2017年）。
卡萨利-德尔曼科市镇成立于2017年5月，是由五个原独立的市镇：卡索莱布鲁齐奥、佩达切、塞拉佩达切、斯佩扎诺皮科洛和特伦塔合并而成的。2017年3月26日举行了是否要合并的公投，斯佩扎诺皮科洛的选民投票结果是反对合并，但未能保持独立的市镇地位。